# Кеньон, Дороти
Дороти Кеньон (англ. Dorothy Kenyon; 17 февраля 1888, Нью-Йорк, Нью-Йорк — 12 февраля 1972) — американский адвокат, судья. Активистка борьбы за гражданские права и феминистка.

## Биография
Родилась 17 февраля 1888 года в Нью-Йорке. Была старшей из троих детей и единственной дочерью Марии Веллингтон (урождённой Стэнвуд; Maria Wellington (Stanwood) Kenyon) из Цинциннати и известного патентного поверенного Уильяма Кеньона (William H. Kenyon).
Выросла в  привилегированной среде Верхнего Вест-Сайда в Манхэттене и в семейном летнем доме в Лейквилле в штате Коннектикут.
В 1904 году с успехом окончила прогрессивную частную Школу имени Хораса Манна в Бронксе. В 1908 году окончила Колледж Смит, где изучала экономику и историю, участвовала в музыкальных мероприятиях, выступала в соревнованиях по хоккею на траве и теннису, избрана в Общество Phi Beta Kappa и получила степень бакалавра искусств (A.B.).
Кеньон позже признала, что «тратила зря» годы с 1908 по 1913, будучи «социальной бабочкой». Лишь после года, проведённого в Мексике, где наблюдала воочию бедность и несправедливость, она приобрела «левый уклон» и решила сосредоточиться на общественном активизме.
В 1914 году, в возрасте 26 лет поступила на юридический факультет Нью-Йоркского университета, где в 1917 году получила степень доктора юриспруденции (J.D.). В том же году принята в Нью-Йоркскую коллегию адвокатов.
Два её брата: Теодор Стэнвуд Кеньон (Theodore Stanwood Kenyon) и Уильям Хьюстон Кеньон-младший (William Houston Kenyon Jr.) также стали юристами. В отличие от них, высокоразвитое чувство общественного долга не позволило Дороти присоединиться к семейной юридической фирме. Кеньон начала свою юридическую карьеру в 1917 году в качестве клерка в нью-йоркской фирме Gwinn and Deming. В том же году Дороти работала на правительство США в Вашингтоне исследователем. Изучала модели трудовых отношений военного времени и собирала экономические данные для Парижской мирной конференции 1919 года. С конца 1919 по 1925 год Кеньон работала в фирме Pitkin, Rosenson and Henderson в Нью-Йорке. В 1925 году Дороти переехала из дома отца в собственную квартиру и открыла собственную адвокатскую контору. В 1930 году она объединила усилия с другой женщиной-юристом, Дороти Штраус (Dorothy Straus; 1888—1960). Они занимались юридической практикой как фирма Straus and Kenyon до 1939 года.
В соответствии со своим решением бороться за социальную справедливость, Кеньон в 1930-е годы и на протяжении всей своей карьеры посвятила большую часть своей энергии множеству либеральных и прогрессивных идей, включая «Новый курс», права женщин, рабочее движение и потребительские кооперативы. Она входила в правление Американского союза защиты гражданских свобод (ACLU) с момента его создания в 1930 году. К середине 1930-х годов сочетание её юридических полномочий и приверженности принципам социальной справедливости позволило ей занять различные государственные должности. Например, в 1934 году она была назначена членом Консультативного совета при казначее Нью-Йорка по налогам на помощь безработным, а в 1936 году она возглавила комитет по изучению процедур в женских судах, где она призывала к более сочувственному обращению с проститутками и ужесточению преследования мужчин, которые им покровительствовали. В 1936 году она стала первым заместителем комиссара по лицензиям в Нью-Йорке, а в 1937 году она занимала должность заместителя председателя Нью-Йоркской комиссии Национальной конференции по государственному жилищному строительству. Кеньон была харизматичным оратором и постоянно путешествовала по США, читая лекции о гражданских свободах, законе, гендерном равенстве и многих других темах. Она часто переделывала свои выступления и публиковала их в виде статей. Сочинения Кеньона часто появлялись в различных изданиях, от журнала Smith Alumnae Quarterly до журнала American Girl Magazine и «Британской энциклопедии». В конце 1939 года Ла Гуардия Фьорелло Ла Гуардия назначила Кеньон на вакансию в состав муниципального суда, и на этой должности она проработала до ноября 1940 года. Несмотря на её недолгое пребывание в судебном кресле, Кеньон до конца жизни была известна многим как «судья Кеньон».
Дороти Кеньон называла себя феминисткой и, хотя она играла лишь незначительную роль в суфражистском движении, она работала в нескольких женских организациях, стремившихся улучшить статус женщин в 1920-х и 1930-х годах. Хотя на протяжении взрослой жизни у неё были длительные и интенсивные романтические отношения с разными мужчинами (включая Уолкотта Питкина (Walcott H. Pitkin; 1881—1952), Элиу Рута-младшего (Elihu Root Jr.; 1881—1967) и Лоусона Валентайна Пульсифера (Lawson Valentine Pulsifer; 1881—1957)), Кеньон была крайне независимой и приняла сознательное решение не выходить замуж. На протяжении всей своей карьеры она уделяла особое внимание вопросам работы женщин присяжными, равенства в браке, легализации контроля над рождаемостью, а также улучшению образовательных и экономических возможностей для женщин. Кеньон получила национальную известность как активистка-феминистка в 1938 году, когда она была назначена представителем США в Комитете Лиги Наций по изучению статуса женщин, группе из семи юристов, которым было поручено изучать правовой статус женщин на международном уровне. Вторая мировая война прервала работу комитета, и она так и не была завершена. Кеньон подтвердила свою приверженность улучшению положения женщин во всем мире, работая в качестве делегата США в Комиссии Организации Объединённых Наций (ООН) по положению женщин в 1946—1950 годах.
Уже хорошо известная в академических, юридических и политических кругах, в 1950 году Дороти Кеньон попала в национальные новости, когда сенатор Джозеф Маккарти обвинил её в членстве в многочисленных организациях коммунистического фронта. Кеньон агрессивно отреагировала на обвинения Маккарти, заявив: «Он подлый червь, и хотя отвечать ему должно быть ниже моего достоинства, я достаточно сумасшедшая, чтобы сказать, что он лжец и может пойти к чёрту». Будучи первым человеком, представшим перед Комитетом Сената США по международным отношениям, расследовавшим обвинения Маккарти, она признала, что предоставляла своё имя различным либеральным и антифашистским организациям, но категорически отрицала, что когда-либо была членом или сторонником Коммунистической партии.
После конфронтации с Маккарти Кеньон получила широкую поддержку со стороны либеральной прессы и таких уважаемых общественных деятелей, как Элеонора Рузвельт. Её бесстрашное неповиновение и беззастенчивое осуждение сенатора и его тактики, несомненно, способствовали его конечному падению. Несмотря на такое оправдание, этот опыт запятнал репутацию Кеньон до такой степени, что она так и не получила другого политического назначения. Тем не менее, она была занята юридической практикой и, по мере возрождения прогрессивных социальных движений в 1960-х годах, усилила своё и без того активное участие как в национальной, так и в местной политике.
Будучи давним сторонником гражданских прав, Кеньон готовила сводки для Фонда правовой защиты (LDF) Национальной ассоциации содействия прогрессу цветного населения (NAACP) и ACLU, боролась с расовой сегрегацией в школах Нью-Йорка и участвовала в многочисленных маршах за гражданские права. Она участвовала в различных аспектах усилий президента Линдона Джонсона в целях построения «Великого общества», в котором не будет бедности, и в возрасте 80 лет неустанно и почти в одиночку работала над созданием юридических услуг для бедных в Нижнем Вест-Сайде. Она продолжала свой феминистский активизм на протяжении 1950-х и 1960-х годов, подталкивая ACLU выступить против сексистской политики и институтов, и, как только они это сделали, работала с афроамериканской активисткой и адвокатом Паули Мюррей над подготовкой записок по делам, оспаривающим дискриминацию по признаку пола. В последние несколько лет своей жизни Кеньон вместе со многими женщинами её поколения, которые выступали против поправки о равных правах (ERA) из-за негативных последствий, которые, по их мнению, она имела для женщин из рабочего класса, присоединились к силам, выступающим за ERA. Она также присоединилась к гораздо более молодым феминисткам в зарождающемся женском освободительном движении, где она в возрасте 82 лет участвовала в 24-часовой забастовке женщин за равноправие, проходившей 26 августа 1970 года, и в растущем движении за легализацию абортов. Бетти Фридан вспоминает забастовку 26 августа:
С одной стороны я крепко взяла за руку мою ненаглядную судью Дороти Кеньон (в свои восемьдесят два она настояла на том, чтобы идти рядом, а не ехать в машине, которую мы ей нашли), с другой стороны — какую-то девушку.
Помимо своих многочисленных профессиональных и политических обязательств, Дороти Кеньон также вела насыщенную общественную жизнь. У неё были друзья всех возрастов в Нью-Йорке и по всему миру, но её самые близкие личные отношения были сосредоточены вокруг Барн-Хауса, деревенского поместья, которым совместно владела небольшая группа либеральных интеллектуалов Восточного побережья в Чилмарке на острове Мартас-Винъярд. Кеньон присоединился к Гертруде (Gertrude Besse King; 1881—1923) и Стэнли (Stanley King; 1883—1951) Кингам, Натали (Natalie Swart Soule Haskell; 1881—1977) и Адаму (Adam Leopold Haskell; 1882—1956) Хаскеллам и Уолкотту Питкину в основании Барн-Хауса в 1919 году. На протяжении многих лет членами и гостями Барн-Хауса были такие известные личности, как Кристал и Макс Истманы, Роджер и Эвелин (Evelyn (Preston) Baldwin; 1898—1962) Болдуины, Уолтер Липпман, Феликс Франкфуртер и Сильвия Плат, среди многих других. Чтобы воспользоваться расслабляющей, но в то же время интеллектуально стимулирующей атмосферой, Кеньон активно участвовал в управлении Барн-Хауса и проводил там время каждое лето с 1919 по 1971 год.
Когда в 1969 году у Дороти Кеньон диагностировали рак, она скрыла от большинства окружающих людей тяжесть своего заболевания и отказалась приостановить или даже сократить свою юридическую или политическую работу. Активная и до самого конца выступавшая за социальную справедливость, Дороти Кеньон умерла за неделю до своего 84-летия, 11 февраля 1972 года.
Роль Дороти Кеньон в фильме «По половому признаку» (2018) исполнила комедийная актриса Кэти Бейтс.